# Sanwi

Flagge des Königreichs Sanwi

Das Königreich von Sanwi war ein Königreich, welches sich in der südöstlichen Ecke der heutigen westafrikanischen Republik Elfenbeinküste befand. 
Die Amtssprache war Anyin und die Hauptstadt Krindjabo.
Das Königreich bestand seit 1740 und wurde von aristokratischen Anyi-Migranten aus Ghana gegründet. Im Jahre 1843 wurde das Königreich offiziell französisches Protektorat. Die Eigenständigkeit der Monarchie hielt noch bis 1959, als es der Elfenbeinküste angeschlossen wurde. Zu diesem Zeitpunkt betrug die Einwohnerzahl etwa 40.000, verteilt in 119 Siedlungen.

## Geschichte
Im Vorfeld der Unabhängigkeit der Elfenbeinküste hatte die traditionelle Verwaltung in Sanwi versucht, eine politische Bewegung zu organisieren, um ihre weitere Autonomie und traditionellen Strukturen zu gewährleisten: Die Liste für die Verteidigung der Interessen des Landes Sanwi (französisch Liste pour la Défense des Intérêt du Pays Sanwi). Diese politische Partei hatte begrenzten Erfolg in den Wahljahren 1956 und 1957. Danach sandte die traditionelle Elite Vertreter nach Paris um den Versuch zu machen, mit der Kolonialmacht eine formelle Autonomievereinbarung für Sanwi innerhalb der Elfenbeinküste nach der Unabhängigkeit auszuhandeln. Sie zitierten dabei den Protektoratsvertrag zwischen Frankreich und Sanwi von 1843. Allerdings verweigerte Frankreich und später die von ihm gestützte Regierung der Elfenbeinküste im Jahre 1959 Sanwi jegliche Eigenständigkeit. Daher wurde das traditionelle Königreich 1959 formell abgeschafft. 
Dies wurde allerdings nicht akzeptiert und kurze Zeit später erklärte das Königreich seine Wiederherstellung der Unabhängigkeit. Im Jahre 1960 wurde eine Exilregierung in der benachbarten Republik Ghana etabliert, welche materielle Unterstützung und Ermutigung durch die Regierung des Präsidenten Kwame Nkrumah erhielt.
Nach dieser Sanwe-Affäre wurden mehrere hundert Aktivisten verhaftet, vor Gericht gestellt, für schuldig befunden und anschließend freigelassen. Weitere Unabhängigkeitserklärungen wurden in den Jahren 1961 und 1969 von der königlichen Familie und ihrem Gefolge im ghanaischen Exil gemacht. Die Königsfamilie kehrte im Jahre 1981 nach Hause zurück.

## Herrscher
Das Königreich erhielt große Aufmerksamkeit, nachdem es Michael Jackson zu einem der Könige von Sanwi im Jahre 1995 erklärt hatte. Gegenseitige Besuche Michael Jacksons und des Königs Amon N'Douffou IV. wurden in Krinjabo und Los Angeles gemacht. Nach Michael Jacksons Tod im Jahre 2009 wurde im August des Jahres Jesse Jackson zum König proklamiert und von Priz Nana von Amon N'Douffou V., König von Krindjabo, gekrönt.